# Масси, Стельвио
Стельвио Масси (итал. Stelvio Massi; 26 марта 1929 — 26 марта, 2004) — итальянский кинорежиссёр, оператор и сценарист. Наиболее известен как режиссёр жёстких криминальных фильмов. Работал также под псевдонимом Макс Стил.

## Карьера в кино
В 1974 году Масси снимает фильм ужасов «Пять женщин для убийцы», имеющий определённый акцент на сексуальной составляющей и рассказывающий историю врача (Фрэнсис Мэтьюз), который обнаруживает своих жену и ребёнка убитыми. Впоследствии врач начинает своё собственное расследование в целях отыскания убийцы. В 1980 году выходит спортивная драма о гонщиках «Цена победы», приобретённая для советского кинопроката. В 1986 году следует «Собачий мир 3», а в 1988 «Невероятный собачий мир 2000». В этом же году под псевдонимом Макс Стил Масси снял картину «Таксист-убийца». Под тем же псевдонимом годом ранее вышел криминальный фильм «Чёрная кобра». В 1989 году Масси вновь возвращается к фильму ужасов и снимает картину «Арабелла — Ангел Тьмы». Картина имела явный сексуальный акцент и повествовала о нимфоманке Арабелле Веронесе, которая, из-за сексуальной несостоятельности своего мужа, посещает различного рода соответствующе направленные заведения и компании. Вскоре полиция находит два трупа, одним из которых является полицейский инспектор.
В 90-х Масси продолжил работать. Одна из его последних картин — «Болгарский путь» 1994 года.

## Избранная фильмография
| Год  | Русское наименование         | Оригинальное наименование                                   | Кто                |
| ---- | ---------------------------- | ----------------------------------------------------------- | ------------------ |
| 1972 | Ирис в крови                 | Perché quelle strane gocce di sangue sul corpo di Jennifer? | оператор           |
| 1974 | Пять женщин для убийцы       | 5 donne per l’assassino                                     | режиссёр           |
| 1980 | Цена победы                  | Speed Cross                                                 | режиссёр           |
| 1986 | Собачий мир 3                | Mondo cane oggi                                             | режиссёр, оператор |
| 1987 | Чёрная кобра                 | Il Cobra Nero                                               | режиссёр, оператор |
| 1988 | Невероятный собачий мир 2000 | Mondo cane 2000 l’incredibile                               | режиссёр           |
| 1988 | Таксист-убийца               | Taxi Killer                                                 | режиссёр, оператор |
| 1989 | Арабелла — Ангел Тьмы        | Arabella l’angelo nero                                      | режиссёр, оператор |
| 1994 | Болгарский путь              | La Pista bulgara                                            | режиссёр, оператор |